# Casualty Clearing Station

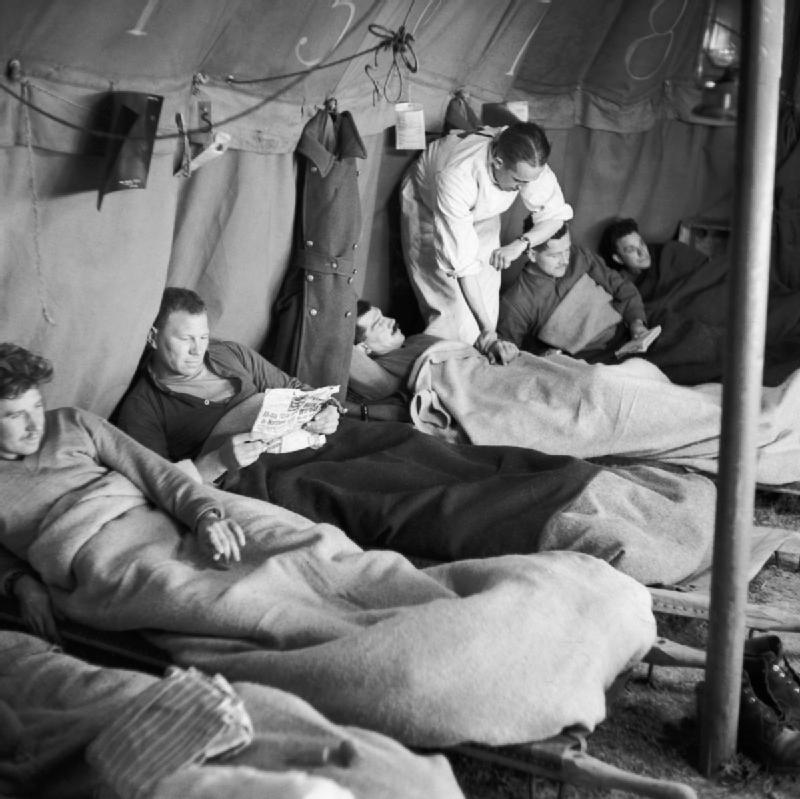
Een Britse legerarts onderzoekt patiënten in een CSS in Tunesië, februari 1943

Een "Casualty Clearing Station" of CCS is een militaire medische post die zich meestal bevindt achter de frontlinie en net buiten bereik van de artillerie van de vijand. Een CCS is een term die men gebruikt in het Britse leger en alle andere landen van de Commonwealth.
Een CCS is meestal gelegen dicht bij een spoorweg of andere belangrijke transportweg, dit om vlot de gewonde soldaten te kunnen transporteren. Het diende als tussenstation tussen de eerste hulppost aan het front, en de grote ziekenhuizen. De meeste soldaten verbleven niet lang in het CCS, diegenen die verzorgd werden, zond men terug naar het front. De soldaten die verdere zorg nodig hadden, werden gestabiliseerd en die evacueerde men dan naar het ziekenhuis.